# OKB-4 Mólniya
Buró de diseño de Rusia especializado en tecnología aeroespacial y militar. Se inició en 1955 como Complejo Aeroindustrial de la Unión Soviética OKB-4, y sus instalaciones se localizaron en la Planta de Producción en Serie de Kaliningrado. Estuvo liderado inicialmente por el Ing. Bisnovat, acompañado por I. Toropov del OKB-134 (luego llamado OKB Vympel), que se encontraba en la misma instalación. Actualmente está liderado por el director general Vasili Lapotko.

## Historia
La primera tarea de la fábrica fue la de accesorios aeronáuticos. Se destacó en el diseño de torretas artilladas para el uso como puestos de defensa en el bombardero M-4, miras de tiro, etc., todas tareas emprendidas a finales de la década de 1940 e inicios de la de 1950.
La fábrica Mólniya cobró importancia con los enormes avances del Programa Espacial Vostok. Para éste se desarrolló el cohete 8K78.
Posteriormente el equipo de diseño liderado por Almaz recibió la asignación para la producción en serie de los misiles teledirigidos aire-aire K-5 y K-8. Las labores de mejoras al diseño original del misil K-5 permitirían desarrollar un derivado muy exitoso construido durante el período 1967-77, el K-55 (cuya designación reglamentaria en las Fuerzas Armadas soviéticas fue R-55, y fue conocido en la OTAN como AA-1 Alkali).
También se desarrollaron misiles antiaéreos como el S-75, y misiles blanco para evaluaciones basados en ésta y otro tipo de munición guiada en desuso, como los Programas Kunitsa (1965-1970), Sobol (1970-1975), Belka (1975-1988), Zvezdá (1988-1993) y Strizh (1994 hasta 2006).
Durante el período 1966-1968 existían en el complejo industrial de Kaliningrado dos equipos abocados a la construcción de proyectiles aire-aire. El equipo OKB-4 de Bisnovat fue renombrado NPO Molniya, y el de Andréi Liapin (que reemplazó a Iván Toropov en 1961) fue designado NPO Vympel.
A fines de la década de 1960 y con el surgimiento del nuevo avión MiG-23, el NPO Molniya recibió instrucciones para desarrollar un nuevo misil, al que designó K-60 (conocido por las FF.AA. rusas como R-60 y por la OTAN como AA-8 Aphid).
Luego de estos proyectos militares, Mólniya se dedicó desde mediados de la década de 1970 a importantes proyectos aeroespaciales, entre ellos el transbordador espacial  Buran, en 1980.
Actualmente desarrolla varios ambiciosos programas rusos. El Proyecto Spiral es un avión hipersónico montado sobre un cuatrimotor convencional de transporte, que se desarrollará para vuelos suborbitales y orbitales. Los Proyectos BOR-4 y BOR-5 (derivados del Spiral) son naves orbitales montadas.
El Proyecto MAKS constituye un importante incentivo para la firma, siendo un vehículo espacial lanzado desde la parte superior de un avión, a modo de orbitador de bajo costo o de nave orbital de rescate.
En la industria aeronáutica se encuentra abocada a varios diseños de triplano de alta velocidad, supersónicos e hipersónicos.
Sus principales mercados de exportación son en 2006 la Comunidad de Estados Independientes, los países bálticos y Bélgica.
- Datos: Q6047734